# Emile Jurgens
Emile Wilhelmus Johannes Jurgens (ur. 30 września 1878 w Oss, zm. 8 lipca 1929 w Lockstedt) – holenderski strzelec sportowy, uczestnik igrzysk olimpijskich.
Jurgens był jedynym reprezentantem kraju w konkurencjach strzeleckich podczas Letnich Igrzysk olimpijskich w 1912 roku w Sztokholmie. Wystartował tam w jednej konkurencji – trapie mężczyzn, w którym z wynikiem 87 punktów zajął dziewiąte miejsce. Uczestniczył także na igrzyskach w Antwerpii, gdzie zajął szóste miejsce w trapie drużynowym.
Jego brat, Franciscus Jurgens, także był strzelcem sportowym.